# Dionne Brand
Dionne Brand (født 7. januar 1953) er en canadisk digter, forfatter, essayist og dokumentarist. Hun har været Torontos poeta laureatus, som den første sorte digter. I 2017 blev hun optaget i Order of Canada. Derudover har hun vundet en række priser, herunder Trillium Book Award, Pat Lowther Award og Toronto Book Award. Dionne Brand bor i Toronto.
I dansk oversættelse findes den essayistiske genrehybrid Et kort over Døren der gjorde tilbagevenden umulig (OVO press, 2022) og digtet "prolog for nu - Gaza".
I en dansk kontekst peger Celine Szabó i sin digtsamling Fremkaldelser (2024) på Brands bog.

## Tidlige liv og uddannelse
Dionne Brand blev født i Guayaguayare, Trinidad og Tobago. Hun dimitterede fra Naparima Girls' High School i San Fernando, Trinidad, i 1970 og emigrerede til Canada. Hun gik på University of Toronto og fik en bachelorgrad (Engelsk og filosofi) i 1975 og senere en kandidatgrad i pædagogisk filosofi fra Ontario Institute for Studies in Education (OISE) i 1989.

## Karriere
Hendes første bog, Fore Day Morning: Poems, udkom i 1978. Siden da har Brand udgivet adskillige digtsamlinger, romaner og nonfiktionbøger. Hun har desuden redigeret antologier og arbejdet på dokumentarfilm.
Hun har undervist i litteraturvidenskab, kønsstudier og creative writing på flere universiteter.
I blev hun ansat som poesiredaktør på McClelland & Stewart, et forlag under Penguin Random House Canada. Brand er også blandt redaktørerne af det Toronto-baserede litterære tidsskrift Brick.

## Priser og hæder
Brands priser omfatter:
- 1997: Governor General's Award for Poetry og Trillium Book Award for Land to Light On (1997)
- 2003: Pat Lowther Award for thirsty (2002)
- 2006: City of Toronto Book Award for What We All Long For (2005)
- 2006: Harbourfront Festival Prize som anerkendelse af hendes vigtige bidrag til litteraturen
- 2006: Medlem af the Academies for Arts, Humanities, and Sciences of Canada (tidligere the Royal Society of Canada)[6]
- 2009: Poeta Laureatus i Toronto
- 2011: Griffin Poetry Prize for Ossuaries[7]
- 2015: Æresdoktor ved Thorneloe University[8]
- 2017: Æresgrad fra University of Windsor[9]
- 2017: Medlem af Order of Canada (indsat 6. september 2018)[10]
- 2019: Blue Metropolis Violet Prize[11]
- 2021: Windham-Campbell Literature Prize (fiktion)[12]

### På dansk
- 2022 [2001]: Et kort over Døren der gjorde tilbagevenden umulig - noter om tilhør. København: OVO press, oversat af Mikas Lang, ISBN 9788793312517

### Poesi
- 1978: Fore Day Morning: Poems. Toronto: Khoisan Artists, ISBN 0-920662-02-1
- 1979: Earth Magic. Toronto: Kids Can Press, ISBN 0-919964-25-7
- 1982: Primitive Offensive. Toronto: Williams-Wallace International Inc., ISBN 0-88795-012-4
- 1983: Winter Epigrams and Epigrams to Ernesto Cardenal in Defense of Claudia. Toronto: Williams-Wallace International Inc., ISBN 0-676-97101-6
- 1984: Chronicles of the Hostile Sun. Toronto: Williams-Wallace, ISBN 0-88795-033-7
- 1990: No Language is Neutral. Toronto: Coach House Press, ISBN 0-88910-395-X; McClelland & Stewart, 1998, ISBN 0-7710-1646-8
- 1997: Land to Light On. Toronto: McClelland & Stewart, ISBN 0-7710-1645-X
- 2002: thirsty. Toronto: McClelland & Stewart, ISBN 0-7710-1644-1
- 2006: Inventory. Toronto: McClelland & Stewart, ISBN 978-0-7710-1662-2
- 2010: Ossuaries. Toronto: McClelland & Stewart, ISBN 978-0-7710-1736-0
- 2018: The Blue Clerk. Toronto: McClelland & Stewart, ISBN 978-0-7710-7081-5
- 2022: Nomenclature. Durham: Duke University Press, ISBN 978-1-4780-1662-5

### Fiktion
- 1988: Sans Souci and Other Stories. Stratford, ON: Williams-Wallace, ISBN 0-88795-072-8 and ISBN 0-88795-073-6
- 1996: In Another Place, Not Here. Toronto: Knopf Canada, ISBN 0-394-28158-6
- 1999: At the Full and Change of the Moon. Toronto: Knopf Canada, ISBN 0-394-28158-6
- 2005: What We All Long For. Toronto: Knopf Canada, ISBN 978-0-676-97693-9
- 2014: Love Enough. Toronto: Knopf Canada, ISBN 978-0-345-80888-2
- 2018: Theory, Toronto: Knopf Canada, ISBN 9780735274235

### Nonfiktion
- 1986: Rivers have sources, trees have roots: speaking of racism (med Krisantha Sri Bhaggiyadatta). Toronto: Cross Cultural Communications Centre, ISBN 0-9691060-6-8
- 1991: No Burden to Carry: Narratives of Black Working Women in Ontario, 1920s–1950s (med Lois De Shield). Toronto: Women's Press, ISBN 0-88961-163-7
- 1994: Imagination, Representation, and Culture
- 1994: We're Rooted Here and They Can't Pull Us Up: Essays in African Canadian Women's History (med Peggy Bristow, Linda Carty, Afua P. Cooper, Sylvia Hamilton og Adrienne Shadd). Toronto: University of Toronto Press, ISBN 0-8020-5943-0 og ISBN 0-8020-6881-2
- 1994: Bread Out of Stone: Recollections on Sex, Recognitions, Race, Dreaming and Politics. Toronto: Coach House Press, ISBN 0-88910-492-1; Toronto: Vintage, 1998, ISBN 0-676-97158-X
- 2001: A Map to the Door of No Return: Notes to Belonging. Toronto: Random House Canada, ISBN 978-0-385-25892-0 og ISBN 0-385-25892-5
- 2008: A Kind of Perfect Speech: The Ralph Gustafson Lecture Malaspina University-College 19 October 2006. Nanaimo, BC: Institute for Coastal Research Publishing, ISBN 978-1-896886-05-3
- 2020: An Autobiography of the Autobiography of Reading. Edmonton: University of Alberta Press, ISBN 978-1-77212-508-5
- Salvage. New York: Farrar, Straus and Giroux. oktober 2024. ISBN 978-0-374-61484-3.

### Dokumentarfilm
- Older, Stronger, Wiser. Inst. Claire Prieto. Co-instr. Dionne Brand (Del I af Women at the Well trilogy). National Film Board of Canada, Studio D, 1989
- Sisters in the Struggle. Instr. Dionne Brand og Ginny Stikeman (Del II af Women at the Well trilogy). National Film Board of Canada, Studio D, 1991
- Long Time Comin'. Instr. Dionne Brand. (Del III af Women at the Well trilogy). National Film Board of Canada, Studio D, 1991
- Listening for Something: Adrienne Rich and Dionne Brand in Conversation. Instr. Dionne Brand. National Film Board of Canada, Studio D, 1996
- Beyond Borders: Arab Feminists Talk About Their Lives ... East and West. Instr. Jennifer Kawaja. Fortalt af Dionne Brand. National Film Board of Canada, 1999
- Under One Sky: Arab Women in North America Talk About the Hijab. Instr. Jennifer Kawaja. Fortalt af Dionne Brand. National Film Board of Canada, 1999
- Borderless: A Docu-Drama About the Lives of Undocumented Workers. Instr. Min Sook Lee. Fortalt af Dionne Brand. KAIROS Canadian Ecumenical Justice Initiatives, 2006.